# For Your Love (chanson de Stevie Wonder)
Singles de Stevie Wonder
These Three Words
(1991) Tomorrow Robins Will Sing
(1995)
For Your Love est une chanson écrite et interprétée par l'auteur-compositeur-interprète Stevie Wonder, diffusée sur son album Conversation Peace en 1995 et pour laquelle il remporte deux Grammy Awards lors de la 38e cérémonie. 

## Contexte
For Your Love est le premier single extrait de son album Conversation Peace. 

### Personnel
- Stevie Wonder : voix, chœurs, instruments
- Nathan Watts : guitare basse

### Formats
Le single sort chez Motown dans différents formats dont 45 tours (réf. 422860310-7), CD Maxi-single pour l'Europe (réf. 860203-2), cassette (réf. 422860299) et CD Single aux États-Unis (réf. 4228602912)
| 1. | For Your Love (Single Version) | 4:04 |
| 2. | For Your Love (Instrumental)   | 4:04 |

|  | For Your Love (Radio Edit)     | 4:04 |
|  | For Your Love (Album Version)  | 5:02 |
|  | My Cherie Amour                | 2:50 |
|  | Uptight (Everything's Alright) | 2:54 |

|  | For Your Love (Single Version) | 4:04 |
|  | For Your Love (LP Version)     | 5:02 |
|  | For Your Love (Instrumental)   | 4:04 |
|  | For Your Love (A Capella)      | 4:03 |

### Clip vidéo
Le clip vidéo, mettant en scène Stevie Wonder accompagnant des enfants dans un désert, est réalisé par Antoine Fuqua et produit par Propaganda Films à Los Angeles.

## Classements et récompenses

### Classement hebdomadaire
| Classement (1995)                       | Meilleure position |
| --------------------------------------- | ------------------ |
| Canada (RPM Top Singles)                | 12                 |
| Canada (RPM Adult Contemporary)         | 5                  |
| États-Unis (Billboard Hot 100)          | 53                 |
| États-Unis (Billboard R&B single chart) | 11                 |
| États-Unis (Billboard AC)               | 30                 |
| France (SNEP)                           | 22                 |
| Allemagne (GfK Entertainment)           | 63                 |
| Pays-Bas (Top 100 Singles)              | 43                 |
| Nouvelle-Zélande (Recorded Music NZ)    | 10                 |
| Royaume-Uni (UK Singles Chart)          | 23                 |

### Classement annuel
| Classement annuel (1995)                | Position |
| --------------------------------------- | -------- |
| États-Unis (Billboard Year-end Hot R&B) | 43       |
| Japon (Tokyo Hot 100 for the Year)      | 8        |
| Japon (Zip FM Hot 100 1995)             | 15       |

### Récompenses
For Your Love remporte deux Grammy awards lors de la 38e cérémonie des Grammy Awards :
- Meilleure performance vocale masculine R&B
  - En compétition avec This Is How We Do It (en) (Montell Jordan), I Hate U (en) (Prince), Brown Sugar (en) (D'Angelo) et Baby's Home (Barry White)[15]
- Meilleure chanson R&B
  - En compétition avec You Can't Run (Vanessa Williams), Red Light Special (en) (TLC), Brown Sugar (en) (D'Angelo) et Creep (TLC)[15]

## Réception
Dans le Gavin Report (en) du 10 février 1995, Dave Sholin dit : "le Maitre est toujours là. Une de ses meilleures performances depuis longtemps". Dans la même édition, les journalistes Fell et Rufer écrivent :"Ça sonne comme le début d'une année 'Wonder-full', ce titre étant le sommet d'un iceberg musical nommé Conversation Peace".  

## Reprises
Informations issues de SecondHandSongs, sauf mention complémentaire.
- Joseph Williams sur Smiles (2007)